# ماري مادلين جيمارد
ماري مادلين جيمارد (27 ديسمبر 1743 - 4 مايو 1816) هي كانت راقصة باليه فرنسية سيطرت على المسرح الباريسي في عهد لويس السادس عشر ملك فرنسا.